# Massif-d'uchaux (côtes-du-rhône villages)
Pour l’article homonyme, voir Massif d'Uchaux.
Le massif-d'uchaux, ou côtes-du-rhône-villages massif d'Uchaux, est un vin rouge produit sur les communes de Lagarde-Paréol, Mondragon, Piolenc, Uchaux et Sérignan-du-Comtat, Rochegude sur les départements du Vaucluse et de la Drôme.
Il s'agit d'une des 21 dénominations géographiques au sein de l'appellation d'origine contrôlée côtes-du-rhône-villages, dans la partie méridionale du vignoble de la vallée du Rhône.

## Histoire

### De l'Antiquité au Moyen Âge
Tout ce secteur fut largement occupé dès le néolithique. Grâce à la proximité d'Orange et de la via Aurellia, la colonisation romaine fut importante. 
Les comtes de Toulouse et les princes d'Orange se partagèrent ce territoire dès le début de la féodalité. La venue des papes en Avignon et la constitution du Comtat Venaissin provoqua, au cours du XIVe siècle des conflits de frontière entre les princes et le siège apostolique.

### Période moderne
Diane de Poitiers, née le 3 septembre 1499 ou le 9 janvier 1500, soit à Saint-Vallier ou à Étoile-sur-Rhône dans la Drôme, reste la figure la plus marquante de cette période. Si elle fut comtesse de Saint-Vallier et duchesse de Valentinois, la favorite du roi de France Henri II, fut aussi baronne de Sérignan.

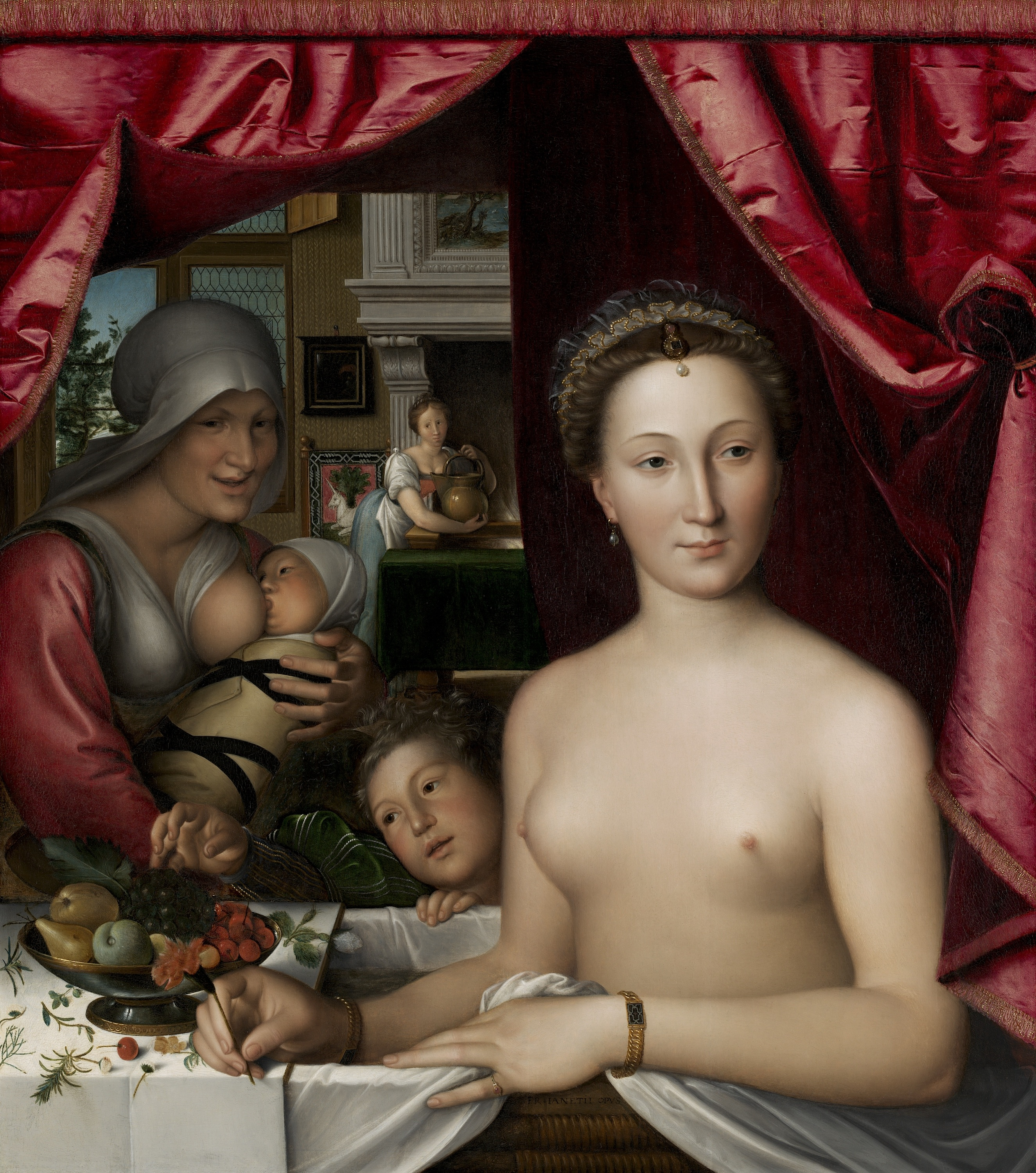
Diane de Poitiers, baronne de Sérignan, en Comtat Venaissin.
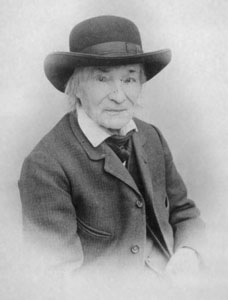
Jean-Henri Fabre vers la fin de sa vie à Sérignan.

Jean-Henri Fabre, qui passa toute une partie de sa vie à Sérignan-du-Comtat et y est mort le 11 octobre 1915, fut un homme de sciences, un humaniste, un naturaliste, un entomologiste éminent, un écrivain passionné par la nature et un poète français, lauréat de l'Académie française et d'un nombre élevé de prix. Il est considéré comme l'un des précurseurs de l'éthologie, science du comportement animal, et de l'écophysiologie.

### Période contemporaine
L’appellation côtes-du-rhône fut acquise dès 1937, puis, en 1983, les vins purent postuler à l'appellation côtes-du-rhône villages. Ce fut enfin le 25 août 2005, que le Massif d’Uchaux accéda au classement en côtes-du-rhône villages avec nom géographique.

## Étymologie
Le nom de cette appellation conserve le souvenir d'une huitième borne millière romaine Octavis.

## Situation géographique
Ce vignoble se trouve sur un massif au nord d'Orange.

### Orographie

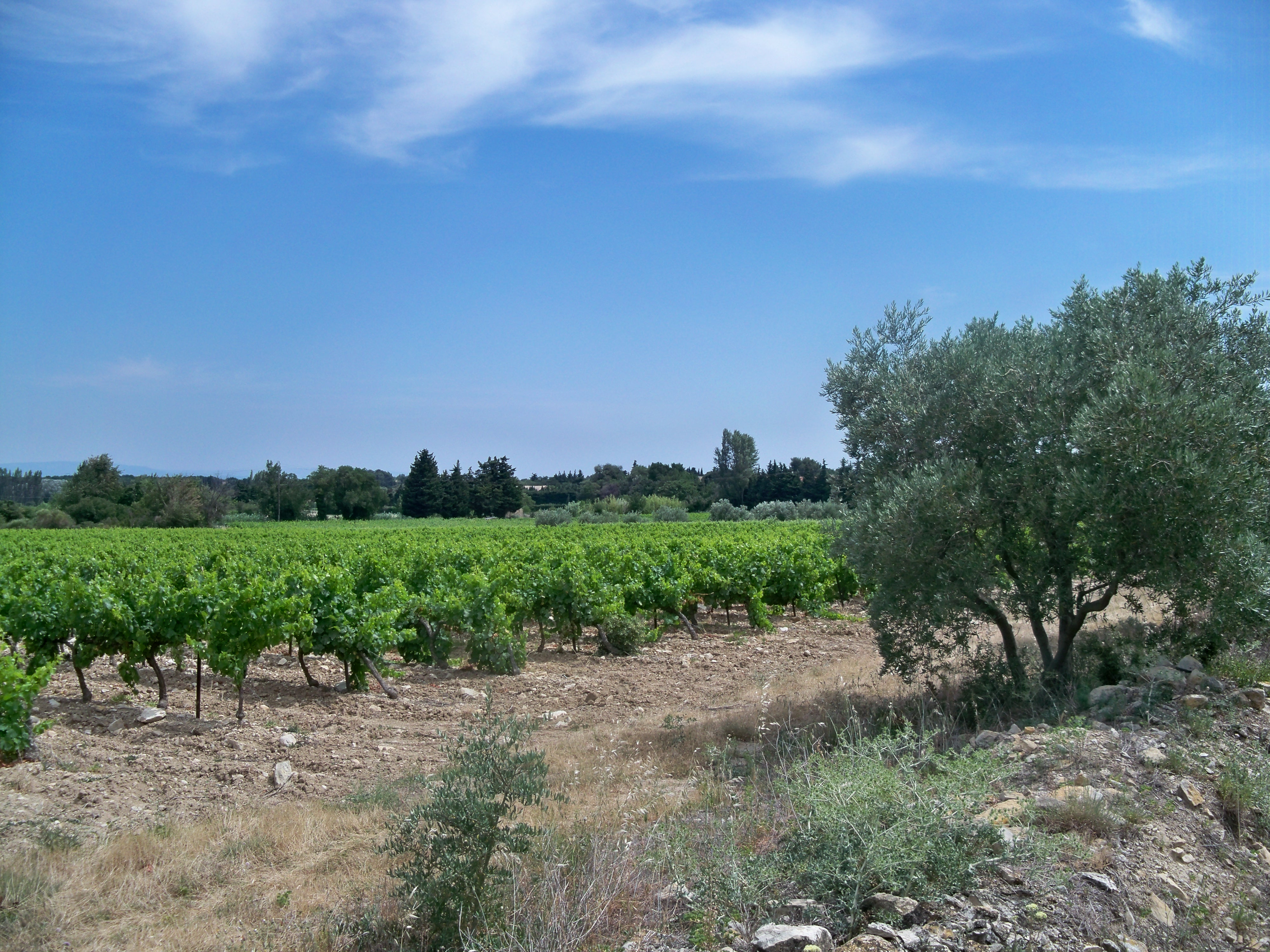
Vignes et oliviers dans le massif d'Uchaux.

L'ensemble du terroir est assez vallonné avec des hauteurs oscillant entre 100 et 280 mètres d’altitude. Dans ce paysage encore très boisé, le vignoble s'inscrit en damiers, chaque parcelle étant isolée de l'autre par la garrigue ou des oliveraies.

### Géologie
Ce terroir est composé de grès siliceux et de grès calcaires datant de l'ère secondaire.

### Climat
Le climat de ce terroir est soumis à un rythme à quatre temps : deux saisons sèches (une brève en hiver, une très longue et accentuée en été), deux saisons pluvieuses, en automne (pluies abondantes et brutales) et au printemps. Sa spécificité est son climat méditerranéen qui constitue un atout exceptionnel :
- Le mistral assainit le vignoble
- La saisonnalité des pluies est très marquée
- Les températures sont très chaudes pendant l'été.

| Mois                              | jan. | fév.  | mars  | avril | mai   | juin  | jui.  | août  | sep.  | oct.  | nov.  | déc.  | année   |
| --------------------------------- | ---- | ----- | ----- | ----- | ----- | ----- | ----- | ----- | ----- | ----- | ----- | ----- | ------- |
| Température minimale moyenne (°C) | 1,3  | 2,6   | 4,4   | 7,2   | 10,8  | 14,4  | 17    | 16,3  | 13,8  | 9,7   | 4,9   | 1,9   | 8,7     |
| Température moyenne (°C)          | 5,4  | 6,9   | 9,4   | 12,5  | 16,4  | 20,2  | 23,3  | 22,5  | 19,4  | 14,7  | 9,1   | 5,7   | 13,8    |
| Température maximale moyenne (°C) | 9,4  | 11,3  | 14,4  | 17,8  | 22,1  | 26,1  | 29,6  | 28,8  | 25    | 19,7  | 13,3  | 9,5   | 18,9    |
| Ensoleillement (h)                | 132  | 137,1 | 192,5 | 230,4 | 264,6 | 298,9 | 345,3 | 310,7 | 237,6 | 187,1 | 135,2 | 123,8 | 2 595,3 |
| Précipitations (mm)               | 44,4 | 57,5  | 61,1  | 58,9  | 72,4  | 43,6  | 27,8  | 56,3  | 67,6  | 97,4  | 57,7  | 48,9  | 693,4   |

| Diagramme climatique                                  |             |             |             |              |              |            |              |            |             |             |            |
| J                                                     | F           | M           | A           | M            | J            | J          | A            | S          | O           | N           | D          |
| 9,41,344,4                                            | 11,32,657,5 | 14,44,461,1 | 17,87,258,9 | 22,110,872,4 | 26,114,443,6 | 29,61727,8 | 28,816,356,3 | 2513,867,6 | 19,79,797,4 | 13,34,957,7 | 9,51,948,9 |
| Moyennes : • Temp. maxi et mini °C • Précipitation mm |             |             |             |              |              |            |              |            |             |             |            |

|                | Vaucluse   | Massif d'Uchaux                     | moyenne nationale |
| -------------- | ---------- | ----------------------------------- | ----------------- |
| Ensoleillement | 2 595 h/an | 2450 h/an                           | 1 973 h/an        |
| Pluie          | 693 mm/an  | 700 mm/an (sur 80 jours)            | 770 mm/an         |
| Neige          | 4 j/an     | 7 jours                             | 14 j/an           |
| Vent           |            | 110 j/an essentiellement du mistral |                   |
| Orage          | 23 j/an    |                                     | 22 j/an           |
| Brouillard     | 31 j/an    |                                     | 40 j/an           |

| Mois                                                                      | Jan          | Fev          | Mar          | Avr         | Mai         | Jui         | Jui        | Aou         | Sep         | Oct         | Nov         | Dec         |
| ------------------------------------------------------------------------- | ------------ | ------------ | ------------ | ----------- | ----------- | ----------- | ---------- | ----------- | ----------- | ----------- | ----------- | ----------- |
| Records de températures minimales °C (Année)                              | -16,9 (1985) | -18,5 (1956) | -10,5 (2005) | -4 (1970)   | -0,5 (1997) | 4,6 (1984)  | 7,9 (1953) | 6,8         | 1           | -2,6 (2012) | -8 (1952)   | -18 (1962)  |
| Records de températures maximales °C (Année)                              | 20,5 (2015)  | 22,6 (1960)  | 26,9 (1990)  | 30,5 (2011) | 34,3 (2001) | 38,4 (2003) | 41 (1983)  | 42,2 (2003) | 35,7 (1966) | 29,6 (1985) | 24,6 (1970) | 20,2 (1983) |
| Source: https://www.linternaute.com/ville/ville/climat/25721/orange.shtml |              |              |              |             |             |             |            |             |             |             |             |             |

## Vignoble

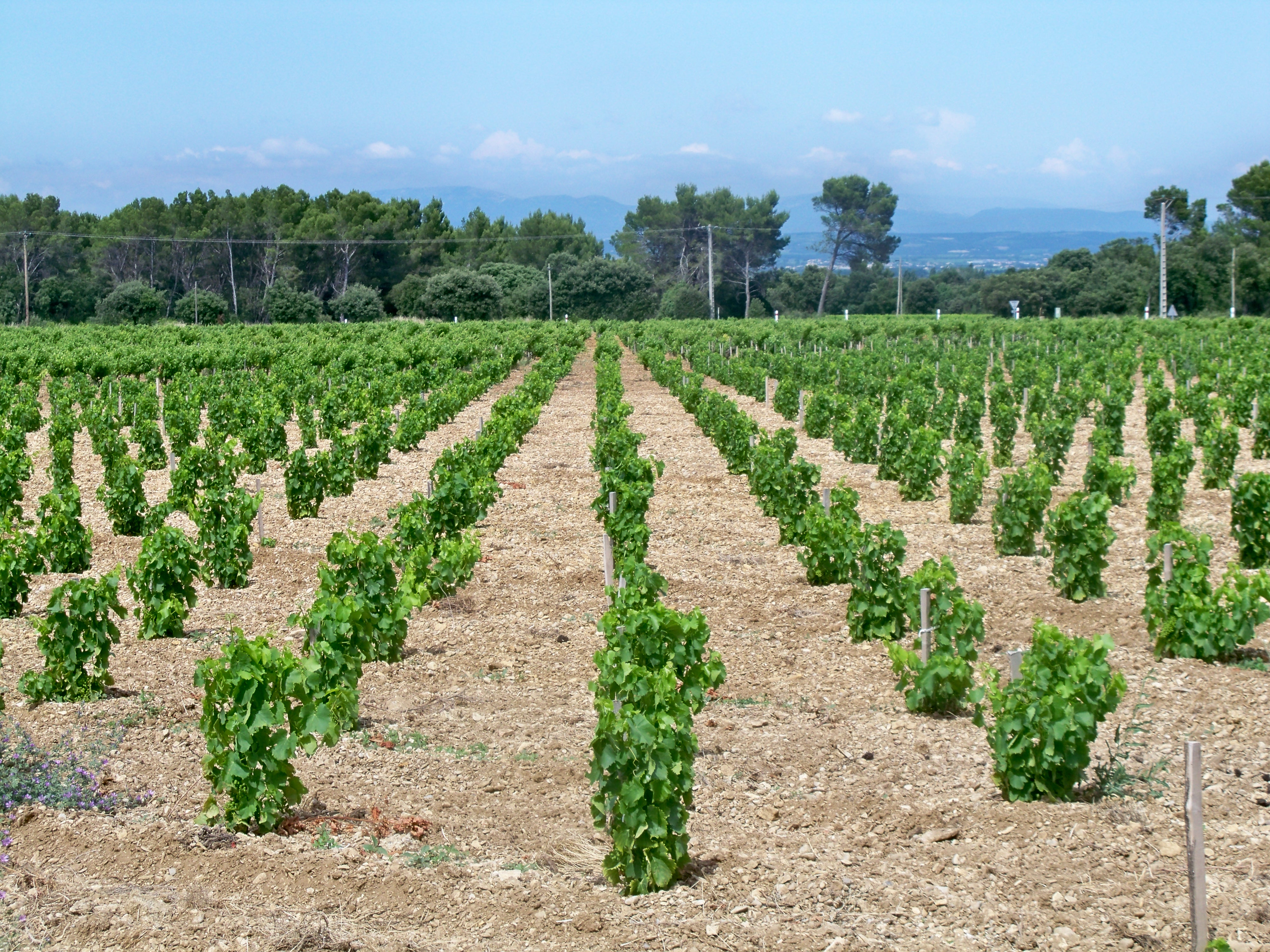
Vignoble sur le terroir de Fonsalette à Lagarde-Paréol.

### Présentation
Le vignoble s'étend sur les communes de Lagarde-Paréol, Mondragon, Piolenc, Uchaux et sur une partie de la commune de Sérignan-du-Comtat.

### Encépagement
Les rouges sont principalement fait à partir du grenache N, complété par de la syrah N, du mourvèdre N et accessoirement du brun argenté N (localement dénommé camarèse ou vaccarèse), du carignan N, du cinsaut N, de la counoise N, du muscardin N, du piquepoul noir N et du terret noir N. 

### Méthodes culturales et réglementaires
Les vignes sont conduites en taille courte gobelet ou cordon), chaque cep devant comporter au maximum six coursons à deux yeux francs. 

### Terroir et vins
Des terrasses caillouteuses, mêlées de sable et d’argile rouge composent ce terroir. Les rouges ont une robe profonde à la couleur chatoyante. Ces vins équilibrés et charpentés, sont caractérisés par un nez qui évolue d’un bouquet juvénile de fruits où domine la marasque (cerise noire) et l'arbouse, vers des nuances de menthe sauvage, de sous-bois et de venaison en vin de garde.

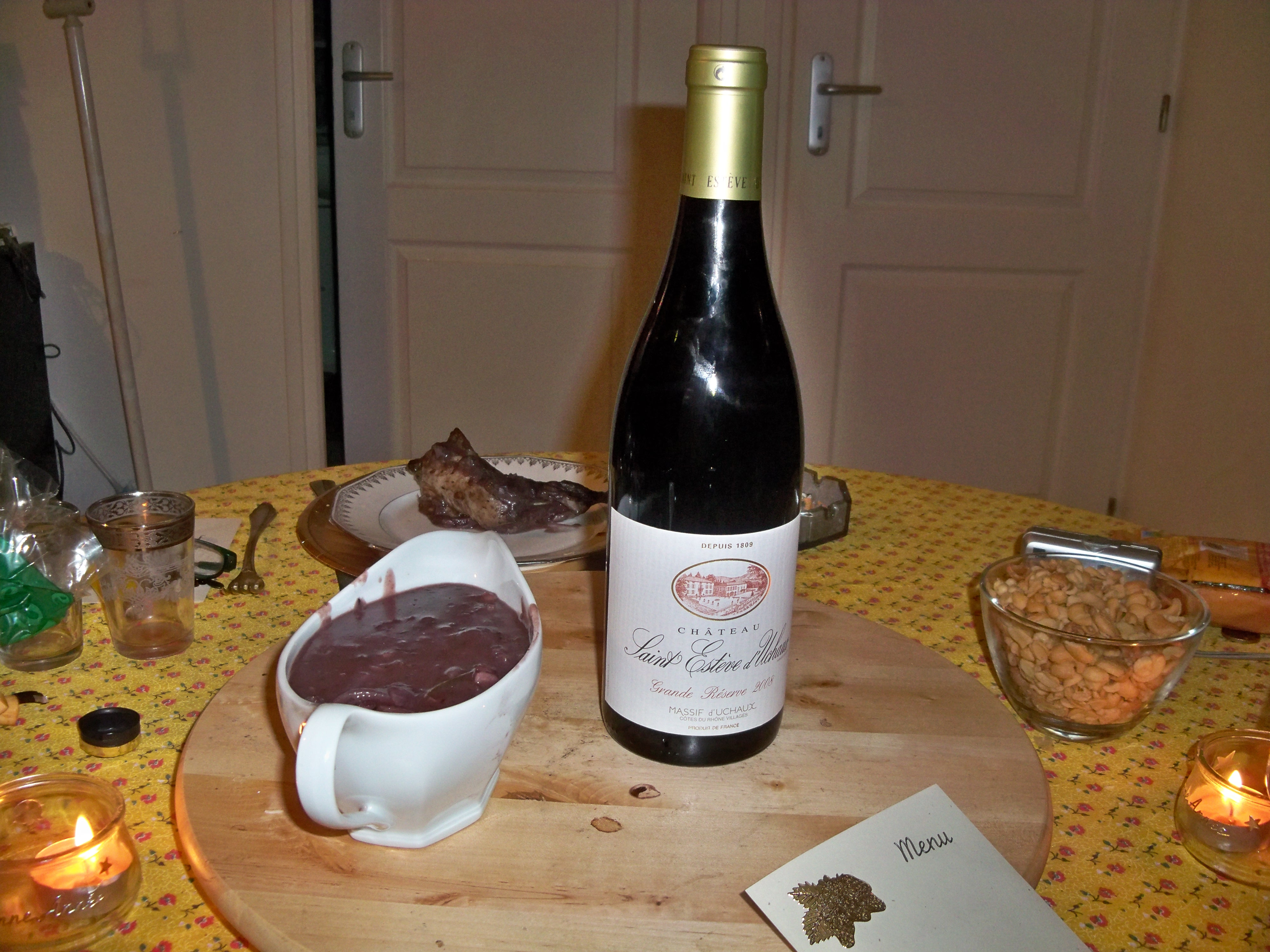
Massif-d'uchaux, Château Saint-Estève
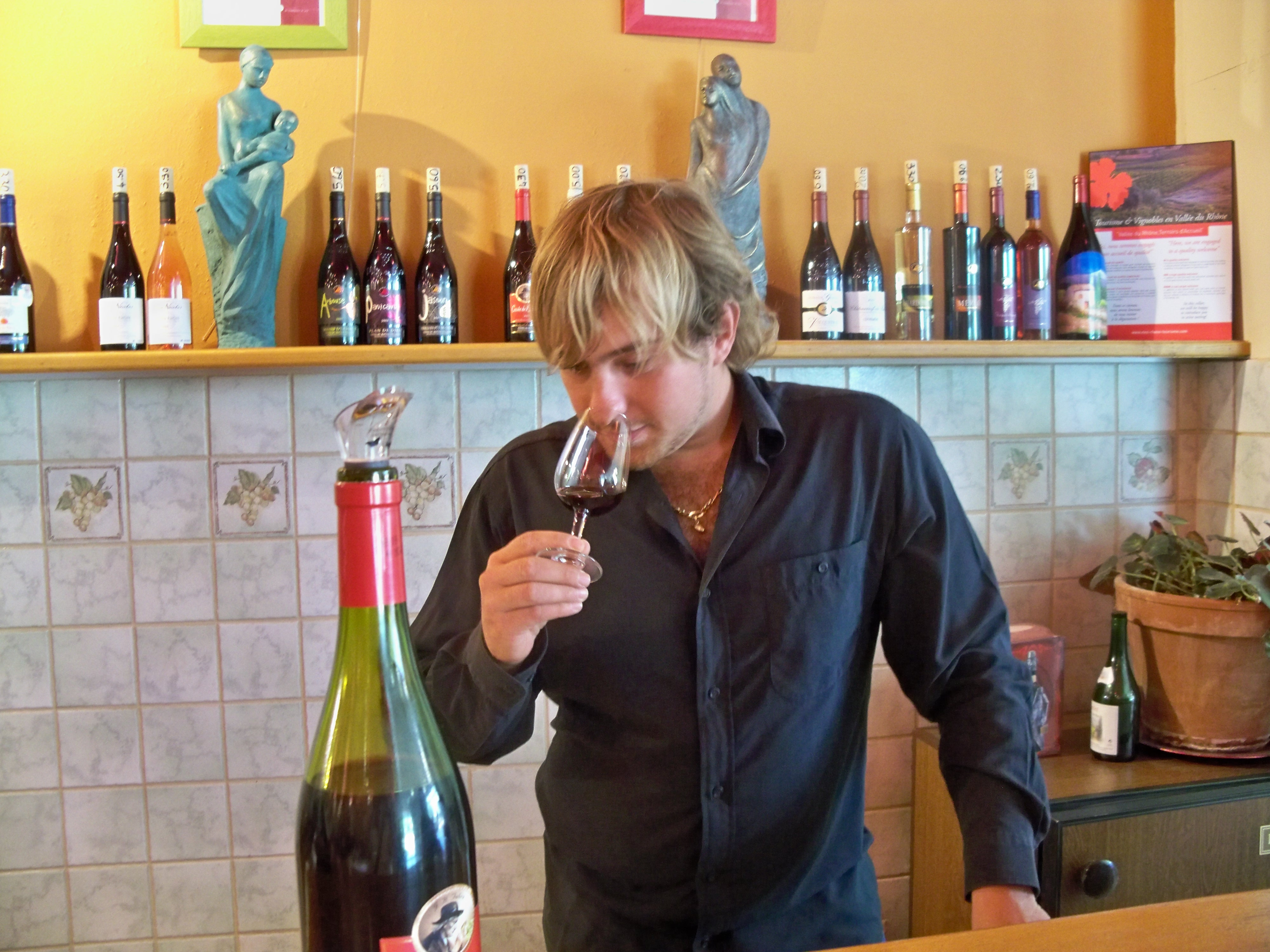
Dégustation au caveau de Sérignan.
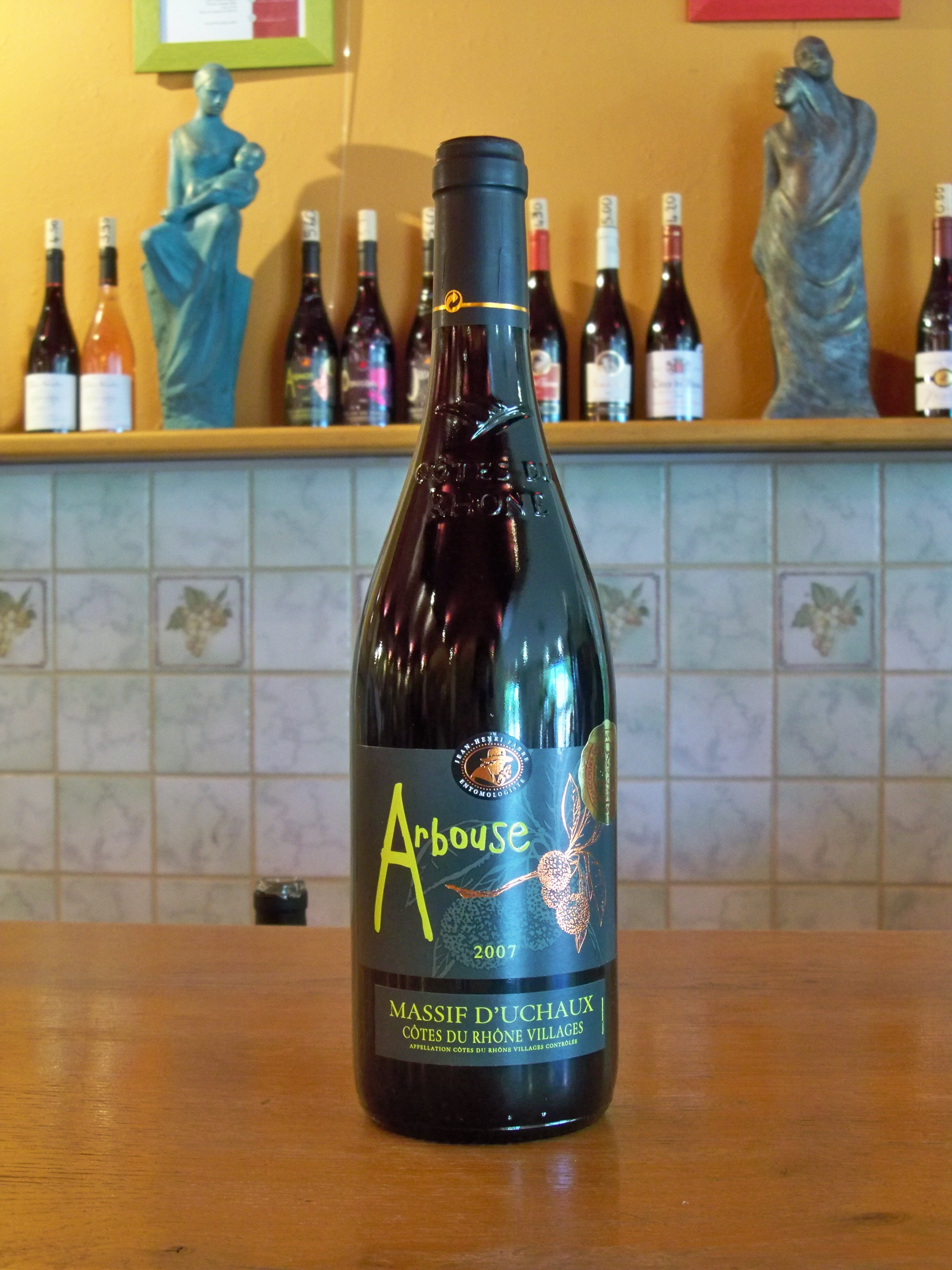
Massif-d'uchaux, Cuvée l'Arbouse.

### Les millésimes
Ils correspondent à ceux du vignoble de la vallée du Rhône. Ils sont notés : année exceptionnelle , grande année , bonne année ***, année moyenne **, année médiocre *.
| Caractéristiques | Article de qualité | ***                | ***                | Bon article        | Article de qualité | Bon article        | Bon article        | ***                | Bon article | Bon article        |
| Millésimes 1990 | 1999               | 1998               | 1997               | 1996               | 1995               | 1994               | 1993               | 1992               | 1991        | 1990               |
| Caractéristiques | ***                | ***                | **                 | ***                | Bon article        | **                 | **                 | **                 | ***         | Article de qualité |
| Millésimes 1980 | 1989               | 1988               | 1987               | 1986               | 1985               | 1984               | 1983               | 1982               | 1981        | 1980               |
| Caractéristiques | Article de qualité | Article de qualité | Bon article        | ***                | Article de qualité | **                 | Bon article        | ***                | Bon article | Article de qualité |
| Millésimes 1970 | 1979               | 1978               | 1977               | 1976               | 1975               | 1974               | 1973               | 19722              | 1971        | 1970               |
| Caractéristiques | Bon article        | Article de qualité | Bon article        | **                 | ***                | Bon article        | ***                | **                 | **          | Article de qualité |
| Millésimes 1960 | 1969               | 1968               | 1967               | 1966               | 1965               | 1964               | 1963               | 1962               | 1961        | 1960               |
| Caractéristiques | **                 | *                  | Article de qualité | Article de qualité | ***                | ***                | **                 | **                 | ***         | Article de qualité |
| Millésimes 1950 | 1959               | 1958               | 1957               | 1956               | 1955               | 1954               | 1953               | 1952               | 1951        | 1950               |
| Caractéristiques | Bon article        | Bon article        | Article de qualité | Bon article        | Bon article        | ***                | Bon article        | Article de qualité | **          | Article de qualité |
| Millésimes 1940 | 1949               | 1948               | 1947               | 1946               | 1945               | 1944               | 1943               | 1942               | 1941        | 1940               |
| Caractéristiques | Article de qualité | Article de qualité | Article de qualité | Bon article        | Article de qualité | **                 | Article de qualité | Bon article        | **          | **                 |
| Millésimes 1930 | 1939               | 1938               | 1937               | 1936               | 1935               | 1934               | 1933               | 1932               | 1931        | 1930               |
| Caractéristiques | *                  | Bon article        | Bon article        | ***                | **                 | Article de qualité | Article de qualité | **                 | **          | **                 |
| Millésimes 1920 | 1929               | 1928               | 1927               | 1926               | 1925               | 1924               | 1923               | 1922               | 1921        | 1920               |
| Caractéristiques | Article de qualité | Article de qualité | **                 | Bon article        | **                 | Bon article        | Bon article        | **                 | Bon article | Bon article        |
| Sources : Yves Renouil (sous la direction), Dictionnaire du vin, Éd. Féret et fils, Bordeaux, 1962 ; Alexis Lichine, Encyclopédie des vins et alcools de tous les pays, Éd. Robert Laffont-Bouquins, Paris, 1984, Les millésimes de la vallée du Rhône & Les grands millésimes de la vallée du Rhône |                    |                    |                    |                    |                    |                    |                    |                    |             |                    |

Soit sur 90 ans, 24 années exceptionnelles, 26 grandes années, 16 bonnes années, 22 années moyennes et 2 années médiocres.

### Structure des exploitations
La production viti-vinicole est assurée par une cave coopérative à Sétignan et plusieurs domaines indépendants.

### Type de vins et gastronomie

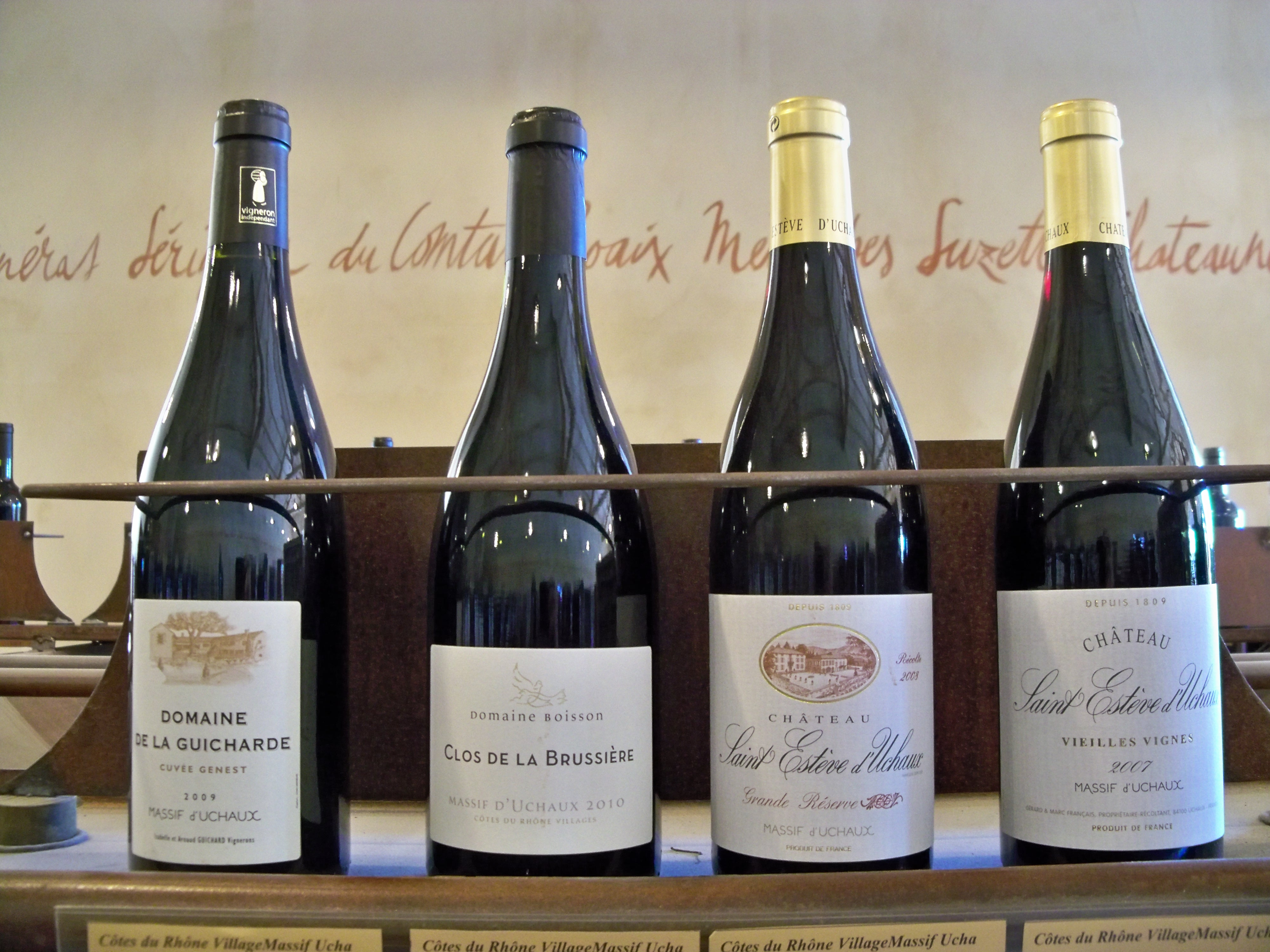
Bouteilles de massif-d'uchaux rouge au Palais du vin.

Les rouges évoluent des arômes de fruits à noyau en leur prime jeunesse vers des notes de cuir et de truffes en vieillissant. Ce sont des vins de grande garde - dix ans et plus - traditionnellement conseillé sur du gibier et de la venaison et il s'accorde parfaitement avec les daubes, les civets chevreuil, de lièvre ou de sanglier et les caillettes.

### Commercialisation
La commercialisation, sur le marché intérieur, se fait à partir des CHR, cavistes, grande distribution, salons pour les particuliers et les professionnels. À l'exportation, les plus importants marchés se trouvent en Europe.

## Les principaux producteurs de l'appellation

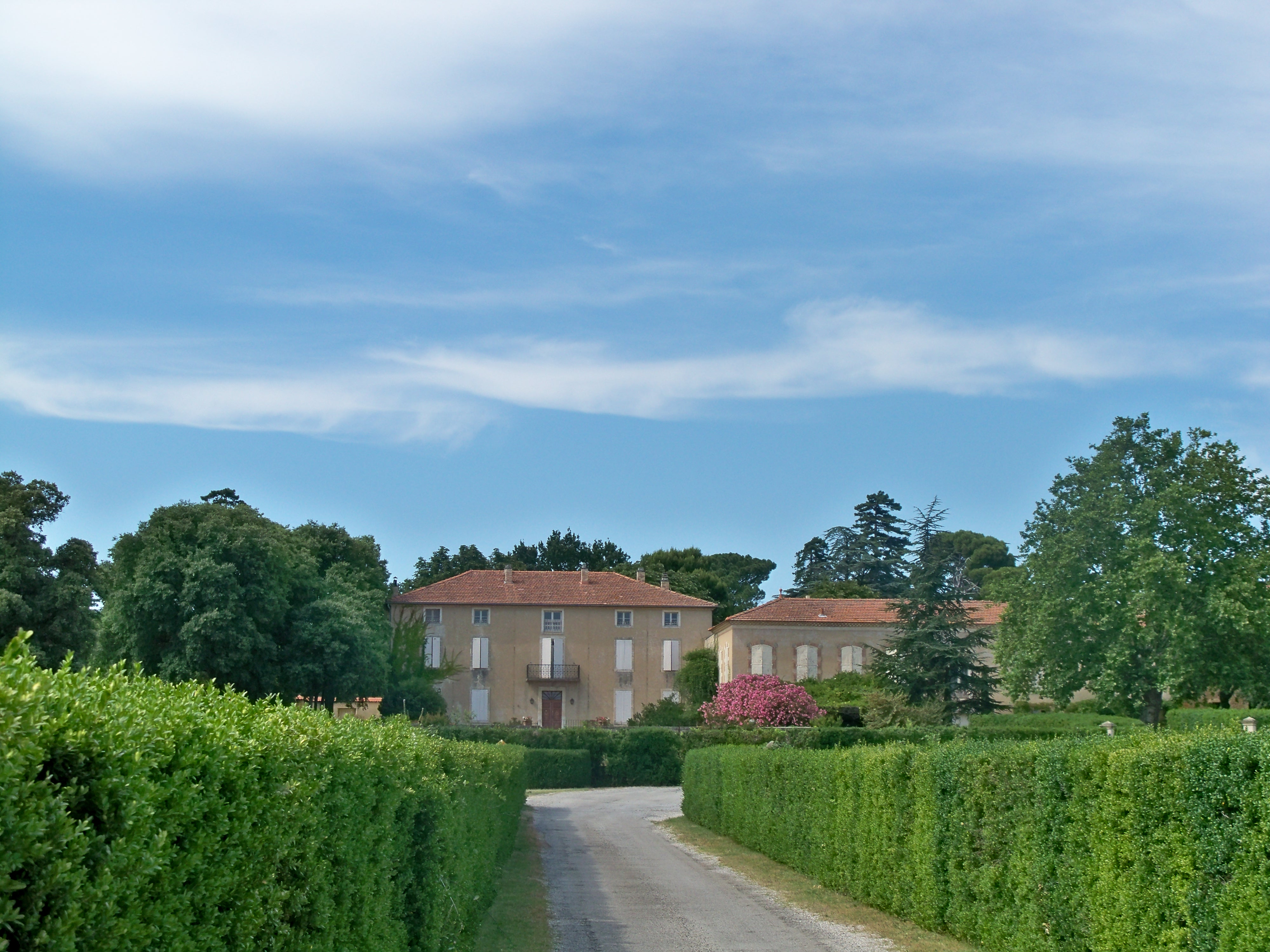
Château Saint-Estève à Uchaux.
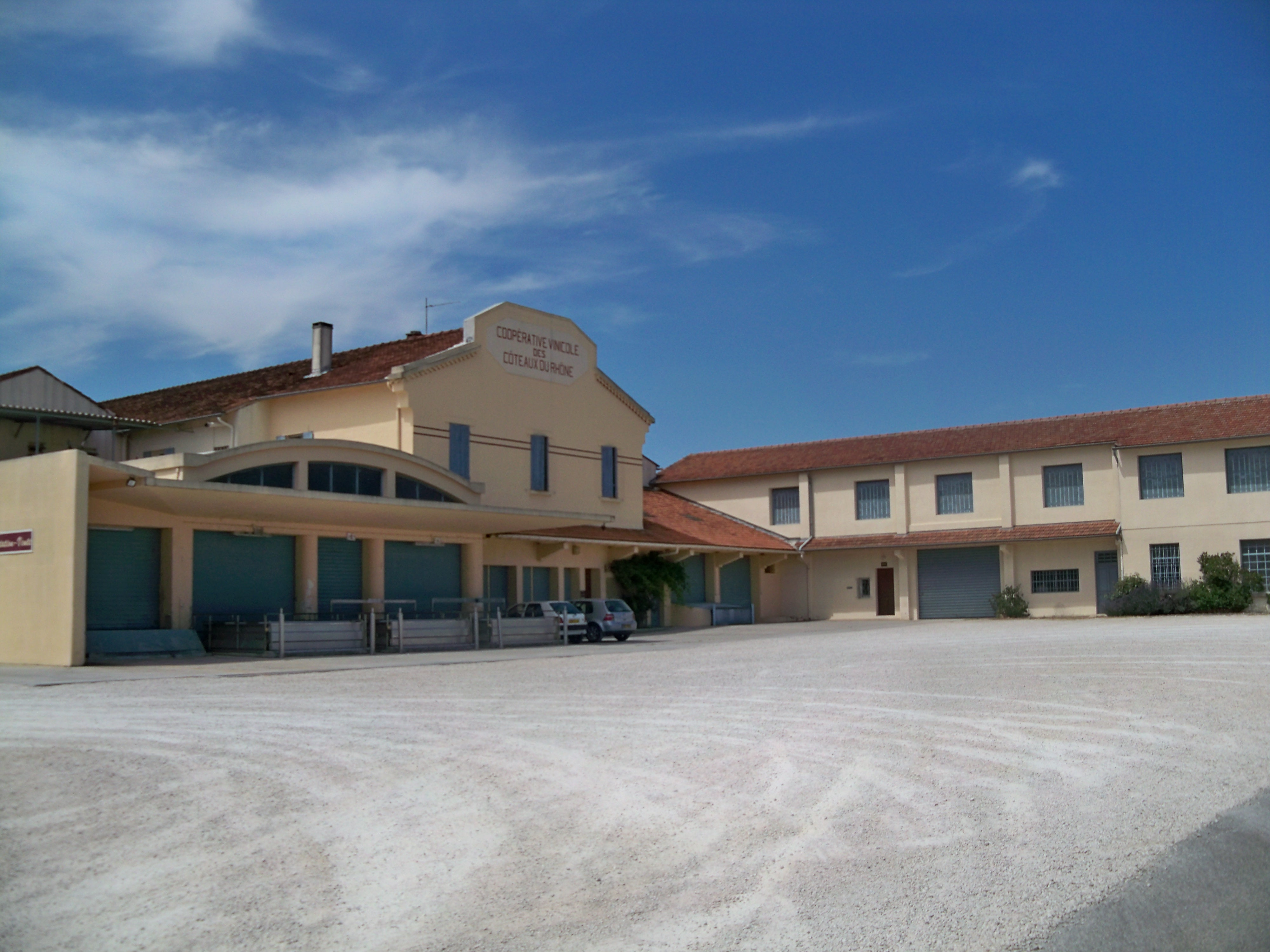
Cave des Coteaux du Rhône à Sérignan-du-Comtat.
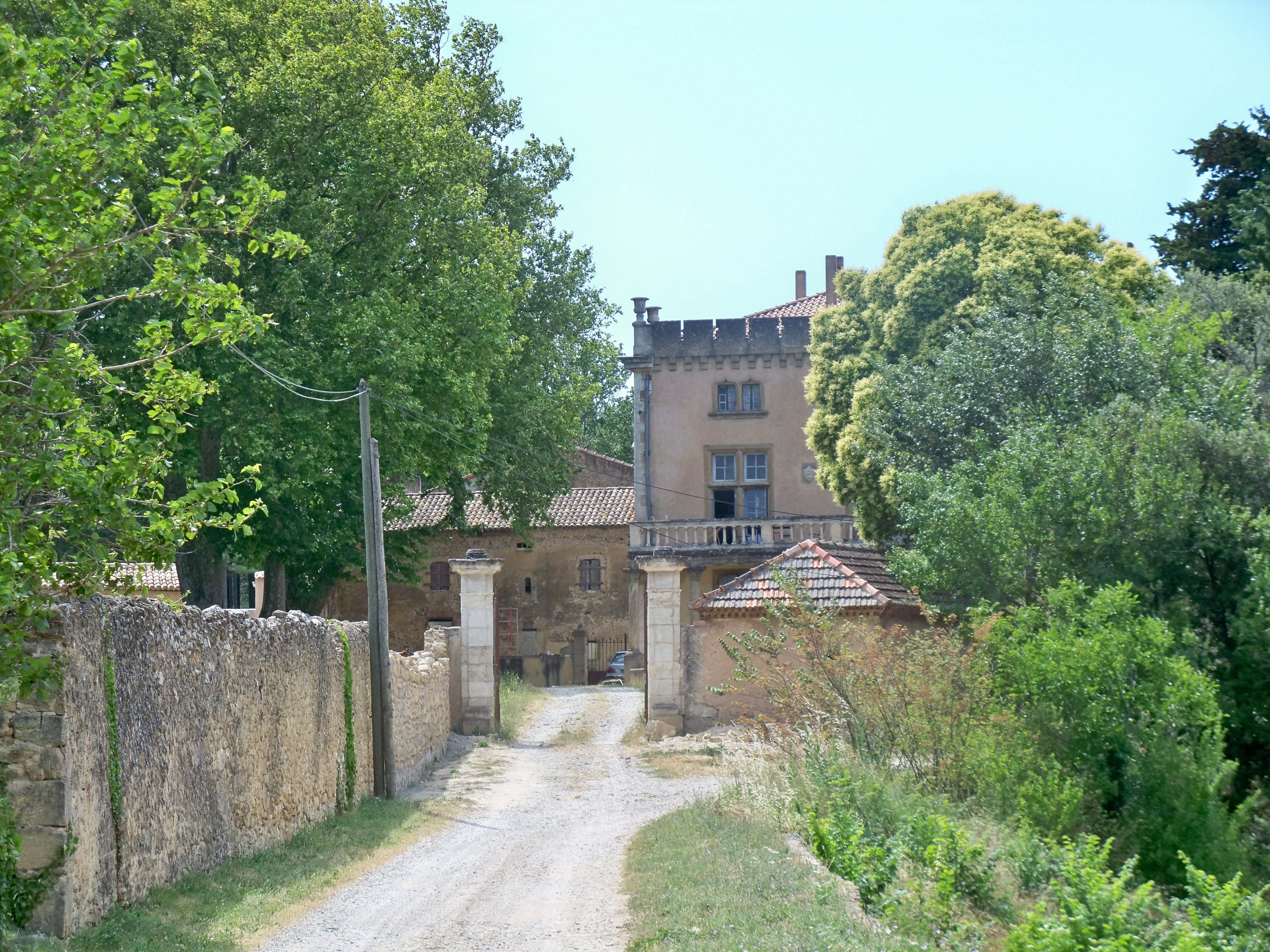
Château Fonsalette à Lagarde-Paréol.
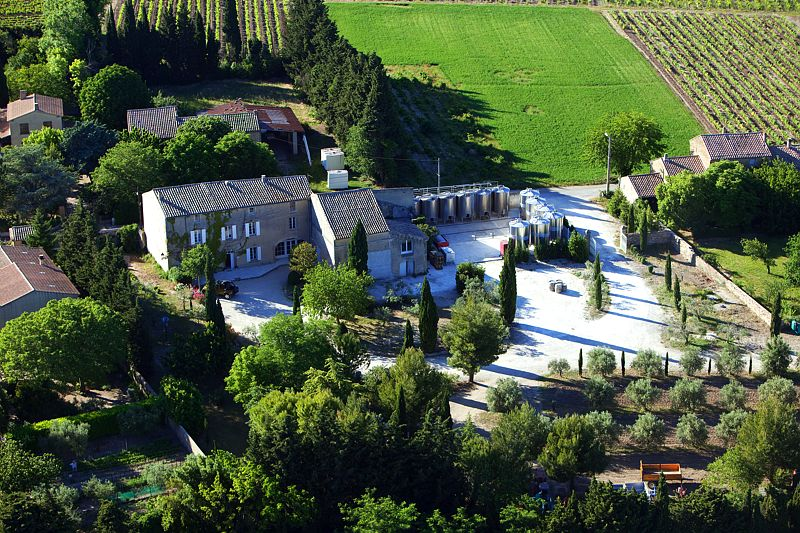
Domaine 5 Sens à Rochegude.

- Cave Les Coteaux du Rhône à Sérignan
- Château Saint-Estève
- Château de la Renjardière
- Château Simian
- Château Fonsalette
- Domaine de la Cabotte
- Domaine de la Guicharde
- Domaine des Lauzes
- Domaine des 5 Sens

## La place du massif d'Uchaux parmi les côtes-du-rhône villages
| Dénominations              | Surface et production | Surface et production | Communes ayant droit à une des dénominations géographiques                            |
| Dénominations              | hectares              | hectolitres           | Communes ayant droit à une des dénominations géographiques                            |
| -------------------------- | --------------------- | --------------------- | ------------------------------------------------------------------------------------- |
| Cairanne                   | 760                   | 24 540                | Cairanne                                                                              |
| Chusclan                   | 259                   | 9 576                 | Chusclan, Orsan, Bagnols-sur-Cèze, Codolet, Saint-Étienne-des-Sorts                   |
| Laudun                     | 298                   | 11 315                | Laudun, Saint-Victor-la-Coste, Tresques                                               |
| Massif-d'uchaux            | 178                   | 5 830                 | Lagarde-Paréol, Mondragon, Piolenc, Uchaux et une partie de Sérignan-du-Comtat        |
| Plan-de-dieu               | 367                   | 2 851                 | Camaret-sur-Aigues, Jonquières, Travaillan, Violès                                    |
| Puyméras                   | 81                    | 3 243                 | Mérindol-les-Oliviers, Mollans-sur-Ouvèze, Faucon, Saint-Romain-en-Viennois, Puyméras |
| Roaix                      | 96                    | 3 176                 | Roaix                                                                                 |
| Rochegude                  | 135                   | 4 462                 | Rochegude                                                                             |
| Rousset-les-vignes         | 52                    | 2 041                 | Rousset-les-Vignes                                                                    |
| Sablet                     | 230                   | 8 163                 | Sablet                                                                                |
| Saint-gervais              | 137                   | 5 019                 | Saint-Gervais                                                                         |
| Saint-maurice-sur-eygues   | 136                   | 4 982                 | Saint-Maurice-sur-Eygues                                                              |
| Saint-pantaléon-les-vignes | 61                    | 2 037                 | Saint-Pantaléon-les-Vignes                                                            |
| Séguret                    | 268                   | 9 176                 | Séguret                                                                               |
| Signargues                 | 600                   | 18 000                | Domazan, Estézargues, Rochefort-du-Gard, Saze                                         |
| Valréas                    | 479                   | 16 883                | Valréas                                                                               |
| Visan                      | 419                   | 14 510                | Visan                                                                                 |